# 國風國豐
國風國豐是香港電台第二台音樂節目，2002年11月3日星期日首播，2004年5月16日第一輯最後一集首次停播，介紹大中華音樂的節目，以專業角度推介及分析大中華的流行音樂及歌手，擴寬聽眾的音樂選擇及認識。。
香港電台第二台在2005年9月進行節目改革，將中午時段娛樂節目《娛樂滿天星》取消，分拆為《國風國豐》（音樂為主）及《948娛樂網》（娛樂為主）的兩個節目。《國風國豐》由資深電台DJ周國豐主持，以推介中、港、台甚至是東南亞各地華人歌曲，與及訪問樂壇華語歌手為主題。節目播出不足一年，香港電台第二台在2006年5月再次進行節目改革，《國風國豐》播出時間由中午時段改為黃昏時段。後期因周國豐兼任香港電台普通話台行政工作，較多將節目預先錄音轉播。該電台節目最後播出日期為2011年11月18日。播放一小時「四大天王專訪——張學友」。
作為一個推動大中華音樂的起點，《國風國豐》為後來香港電台在製作「全球華語歌曲排行榜」提供了基礎。

## 主持列表
周國豐

## 外部連結
- yyysky10. . 2010-08-18  [2016-10-20] （中文（繁體））.
- yyysky10. . 2010-08-18  [2016-10-20] （中文（繁體））.
- yyysky10. . 2010-08-18  [2016-10-20] （中文（繁體））.
- yyysky10. . 2010-08-18  [2016-10-20] （中文（繁體））.
- VSWATOneLove. . 2011-08-12  [2016-10-20] （中文（繁體））.
- DreamFlying. . 2012-10-24  [2016-10-20] （中文（繁體））.
- Lion So. . 2016-06-09  [2016-10-20] （中文（繁體））.
- 黃哇拉. . 2012-02-27  [2016-10-20] （中文（繁體））.
- 黃哇拉. . 2012-02-27  [2016-10-20] （中文（繁體））.
- 黃哇拉. . 2012-02-27  [2016-10-20] （中文（繁體））.
- 黃哇拉. . 2012-02-27  [2016-10-20] （中文（繁體））.

| 香港電台 香港電台第二台節目 |                                                     |                                         |
| 同時段上一節目 娛樂滿天星   | 國風國豐 2005年9月12日－2006年5月5日 (13:00-14:30)  | 同時段接替節目 Made in Hong Kong 李志剛 |
| 同時段上一節目 DJ先生李志剛 | 國風國豐 2006年5月8日－2011年11月18日 (19:00-20:00) | 同時段接替節目 Albert Au 區瑞强         |